# Spreekspoel
Een spreekspoel is een onderdeel van de conusluidspreker, bestaande uit een buisvormige spreekspoeldrager, meestal gemaakt van hittebestending Kapton papier, ook wel van kevlar, aluminium, of andere hittebestendige materialen. Om deze buisvormige spreekspoeldrager is een draad gewikkeld die de spoel vormt.

## Werking
Wanneer de spreekspoel door een magneet wordt omgeven en er tevens een positieve of negatieve variërende spanning op wordt gezet, gaat deze spoel voor- of achteruit bewegen.
Door deze spreekspoel aan een luidsprekerconus te koppelen (vaak via lijm) kan men door de positieve en negatieve stroom meestal met minimaal 20 keer per seconde om te draaien geluid maken. Een trilling van 20 keer per seconde komt overeen met een zeer lage bromtoon van 20 Hz.